# بن دیکسون (بازیکن فوتبال اهل انگلستان)
بن دیکسون (انگلیسی: Ben Dixon؛ زادهٔ ۱۶ سپتامبر ۱۹۷۴) بازیکن فوتبال اهل بریتانیا است.
از باشگاه‌هایی که در آن بازی کرده‌است می‌توان به باشگاه فوتبال لینکولن یونایتد، باشگاه فوتبال اوست تاون، باشگاه فوتبال بلکپول، باشگاه فوتبال ویتون آلبیون، باشگاه فوتبال لینکولن سیتی، باشگاه فوتبال ویتبای تاون، باشگاه فوتبال بوستون تاون، باشگاه فوتبال گینزبورو ترینیتی، و باشگاه فوتبال گرنثم تاون اشاره کرد.